# Бой у мыса Ангамос
Бой у мыса Ангамос (исп. Combate naval de Angamos) — военно-морское сражение между перуанскими и чилийскими военно-морскими силами у Пунта-Ангамос 8 октября 1879 года. Во время боя чилийской эскадре удалось захватить перуанский монитор Уаскар, что положило конец его набегам и позволило Чили контролировать военно-морской театр на Тихом океане.
После нападения монитора Уаскар на чилийские суда в бухте Антофагасты, чилийцы решили захватить Уаскар, наносивший им много вреда. По имевшимся сведениям Уаскар находился у порта Арика. Для нападения на него был составлен план: чилийцы разделили свои силы на два отряда; в первом — броненосец Бланко Энкалада, канонерская лодка Ковандога и один транспорт; во втором — броненосец Кокрейн, корвет О’Хиггинс и ещё один транспорт. Во втором отряде были более быстроходные суда. Первый отряд должен быть спускаться вдоль берега на юг, осматривая по пути все бухты, второй должен был выйти через 8 часов после ухода первого и не пропускать на север ни одного корабля противника. При встрече с Уаскаром первый отряд должен был стараться отрезать его от берега и, отступая, навести на второй.

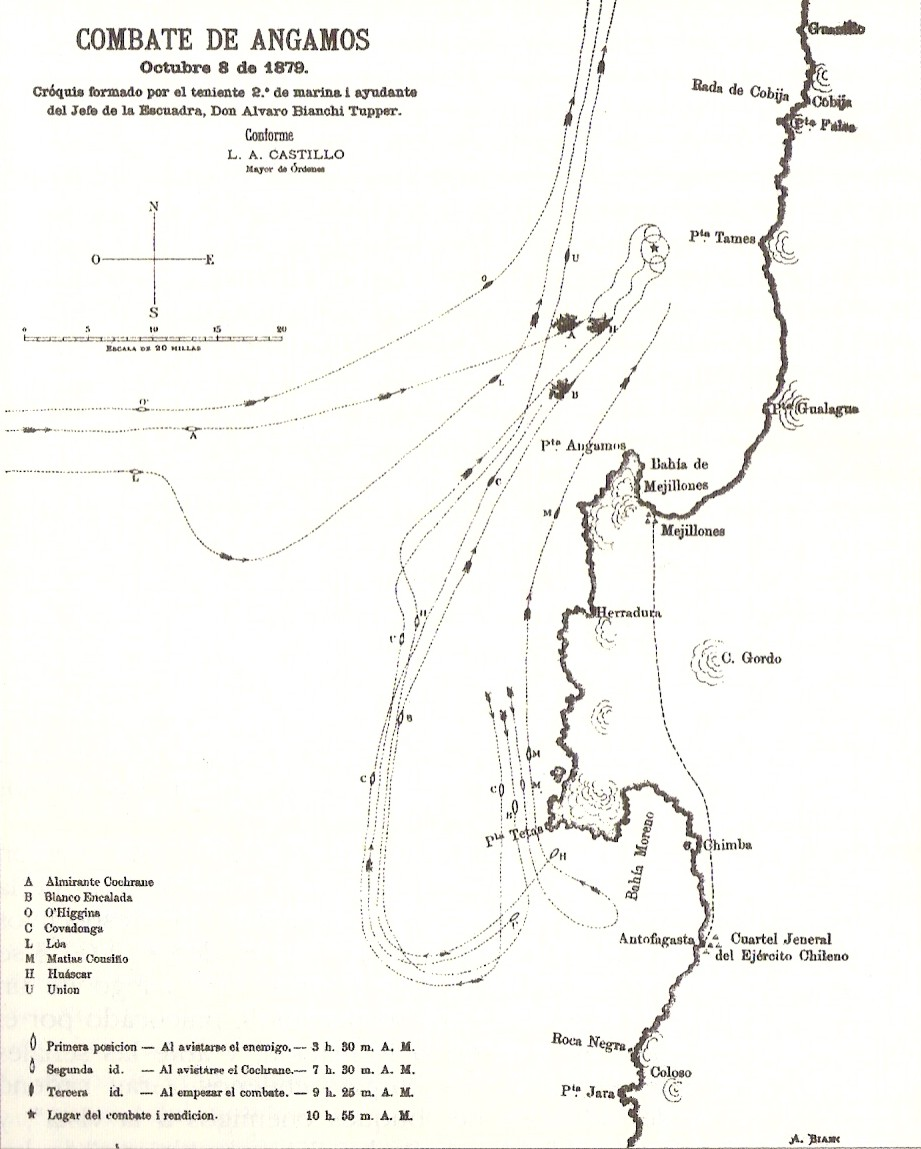
Карта-схема боя.

Первый отряд вышел из бухты Мехильонес 7 октября в 9 часов вечера, а на следующий день в 5 часов утра оттуда же вышел второй отряд. Между 3 и 4 часами утра первый отряд на параллели Антофагасты увидел дым неприятельских кораблей, которые также его заметили. Перуанские корабли (монитор Уаскар и корвет Унион) повернули и стали уходить на север, преследуемые первым отрядом на расстоянии около 4 миль. С рассветом, около 6 часов утра, перуанцы наткнулись на второй отряд и были окружены. Корвет Унион, пользуясь относительно большей скоростью хода, устремился в промежуток между чилийскими отрядами и ему удалось уйти, хотя за ним и погнались вооружённый транспорт Лоа и О’Хиггигс.

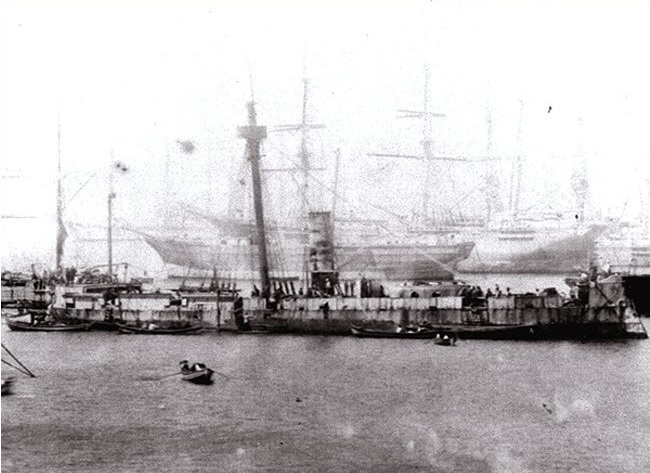
Уаскар после боя в порту Вальпараисо.

Уаскар дал полный ход и пошел на север, преследуемый Кокрейном. В 9 часов 20 минут с расстояния 16,5 кабельтов Уаскар открыл огонь, но не мог ни разу попасть. Кокрейн, подойдя к Уаскару на 2,75 кабельтова, открыл по нему огонь. В начале боя на Уаскаре был перебит штуртрос; на заведение румпель-талей ушло несколько минут, в течение которых Кокрейну удалось ещё приблизиться к Уаскару. В 9 часов 55 минут был убит командир Уаскара контр-адмирал Мигель Грау, и первый лейтенант; через несколько минут был убит принявший командование старший офицер. Расстояние между противниками было уже около одного кабельтова. В 10 часов 5 минут и броненосцу Бланко Энкалада удалось приблизиться к перуанскому кораблю на расстояние около 1,5 кабельтов. Уаскар хотел таранить подходящего близко второго противника, но тот увернулся и дал в ответ бортовой залп. Положение Уаскара сделалось критическим: оба противника, находясь по обеим сторонам монитора, наносили ему большие повреждения. Было повреждено одно из 10-дюймовых орудий перуанцев. В это время монитором командовал уже четвёртый лейтенант; на Уаскаре были перебиты румпель-тали, и оба противника старались его таранить, но попытки не удавались. От попавших в дымовую трубу снарядов наполнилась дымом кочегарка и упал уровень пара в одном из котлов: судно начало терять ход. В 10 часов 25 минут на Уаскаре был сбит кормовой флаг, и чилийцы подумали, что монитор сдался, но через несколько минут флаг был снова поднят, и бой продолжался. Бланко Энкалада сделал ещё попытку таранить, но промахнулся и почти в упор дал по Уаскару залп из трёх орудий. Лейтенант Педро Гаресон, занявший пост командира монитора, спустился вниз, чтобы открыть кингстоны и затопить судно; в это время в его отсутствие моряки спустили флаг. Когда абордажная команда чилийцев прибыла на корабль и закрыла кингстоны, вода в трюме поднялась уже на четыре фута.
За время боя из 40 снарядов, выпущенных Уаскаром, попало всего три, в него же попало 95 чилийских снарядов. Чилийцы исправили Уаскар, и 15 ноября он уже снова плавал, но под чилийским флагом.